# Lisa Ray
Pour les articles homonymes, voir Ray et Lisa Raye.
Lisa Ray, née le 4 avril 1972 à Toronto (Ontario), est une actrice et mannequin canadienne.

## Biographie
Elle a grandi à Toronto. Son père est bengali et sa mère est polonaise. Elle est repérée lors de vacances en Inde par un magazine de mode, et commence sa carrière dans la télévision et la mode. Elle commence au cinéma dans le rôle principal du thriller Kasoor (2001) réalisé par Vikram Bhatt. Ensuite elle obtient le rôle principal dans la comédie romantique Bollywood Hollywood (2002), réalisée par Deepa Mehta qui obtient un grand succès au Canada et à l’étranger. Et un des rôles principaux du film lesbien I Can't Think Straight au côté de Sheetal Sheth. Lisa Ray a été élue par les lecteurs de Times of India l’une des « 10 plus belles femmes du millénaire en Inde », et « Star du Futur » au Festival International du Film de Toronto en 2002 pour son rôle dans Bollywood Hollywood. Elle emménage à Londres où elle étudie dans différentes écoles et sort diplômée de l’Academy of Live and Recorded Arts (ALRA) en 2004. Durant ses études, Deepa Mehta la recontacte pour interpréter Kalyani dans son film Water. En août 2009, elle est atteinte de la maladie de Kahler et, après le traitement, est toujours en rémission en 2015. Elle apparaît en qualité de star invitée dans la 4e saison de la série télévisée Les Enquêtes de Murdoch, l'épisode La Main Noire (The Black Hand). En septembre 2018, Ray annonce la naissance de ses deux filles jumelles Sufi et Soleil nées d'une mère porteuse.

## Filmographie
- 2001 : Kasoor : Simran Bhargav
- 2002 : Takkari Donga : Bhuvana
- 2002 : Bollywood Hollywood : Sue (Sunita) Sing
- 2004 : Ball & Chain : Saima
- 2005 : Water : Kalyani
- 2005 : Seeking Fear : Nina Atwal
- 2006 : The Flowerman : Louise
- 2006 : Quarter Life Crisis : Angel Matthews
- 2006 : A Stone's Throw : Lia
- 2007 : Blood Ties : Elena
- 2007 : All Hat : Etta Parr
- 2007 : The World Unseen : Miriam
- 2008 : Kill Kill Faster Faster : Fleur
- 2008 : I Can't Think Straight : Tala
- 2008 : Toronto Stories : Beth
- 2008 : The Summit : Rebecca Downy
- 2009 : Somnolence : Jeany Rodriguez
- 2009 : Defendor : Dominique Ball
- 2009 : Cooking with Stella : Maya Chopra
- 2009 : Psych : Sita
- 2010 : Let the Game Begin : Eva Stout
- 2010 : Krach : Sarah
- 2010 : 1 a Minute : elle - même (Lisa Ray)
- 2011 : Murdoch Mysteries : Mirala
- 2011 : Endgame : Rosemary Venturi
- 2011 : Patch Town : Bethany Franks
- 2015 : Ishq Forever
- 2015 : Zahhak